# Соболев, Сергей Степанович
Сергей Степанович Соболев — учёный, работавший в области изучения эрозии почв , бонитировки почв в лесном хозяйстве. Доктор сельскохозяйственных наук (1943), профессор (1944), академик ВАСХНИЛ (1964), директор Почвенного института им. В. В. Докучаева (1971—1975).
Создал научную школу по повышению плодородия почв, предупреждения эрозии.

## Биография
Выпускник Харьковского сельскохозяйственного института (1926), Сергей Степанович работал инженером-таксатором в лесоустроительной партии (1926—1928), затем заведовал подотделом мелиорации почвы при кафедре общего лесоводства, затем при кафедре почвоведения Харьковского сельскохозяйственного института (1928—1932).
В 1932 перешёл на работу во Всесоюзный научно-исследовательский институт лесного хозяйства и агролесомелиорации, где возглавлял почвенную лабораторию и группу гидрогеологии (1932—1934).
С 1934 по 1939 годы работал заместителем заведующего отделом географии и картографии почв Харьковского университета.
В 1939 году переезжает в Москву, где заведует сначала лабораторией, затем отделом эрозии почв Почвенного института им. В. В. Докучаева.
В 1971 году становится директором института (1971—1975). Одновременно заведует кафедрой почвоведения (1949—1980) Московского лесотехнического института.
Основные научные исследования посвящены географии и картографированию почв, гидрогеологии и геоморфологии, лесоводству и лесомелиорации, истории естествознания и земледелия. С. С. Соболев исследовал эрозию почв, их орошение и осушение, генезис солонцов. Изучал развитие эрозионных процессов на территории европейской части СССР. Создал почвенно-эрозионную карту этого региона. Предложил зональные системы почвозащитных мероприятий. Впервые разработал бонитировочную шкалу почв СССР на основании их свойств, коррелирующих с урожайностью с.-х. культур и продуктивностью лесных насаждений. Внес большой вклад в облесение приднепровских песков.
Вице-президент комиссии по эрозии суши Международного геофизического союза (1960, 1967, 1971).

Могила Соболева на Пятницком кладбище Москвы.

## Труды
Опубликовано около 400 научных трудов, в том числе 13 монографий.
- Соболев С.С. Развитие эрозионных процессов на территории Европейской части СССР и борьба с ними: В 2 т. — Л.: Изд-во АН СССР, 1948, 1960.

- Соболев С.С. Эрозия почв и борьба с нею. — М.: Гос. изд-во геогр. лит., 1950. — С. 173.

- Соболев С.С. Защита почв от эрозии и повышение их плодородия. — М.: Сельхозиздат, 1961. — С. 231.

- Соболев С.С. Современное состояние и задачи борьбы с эрозией почв в СССР: Материалы Сес. по вопр. борьбы с вод. и ветровой эрозией почв / ВАСХНИЛ. — М.: Сельхозиздат, 1963. — С. 42.

- Соболев С.С., Полянский И.А. Бонитировка почв. — М., 1965. — С. 414.

- Соболев С.С. Почвенно-эрозионная карта СССР М 1:5 000 000. — М.: ГУК, 1968.

## Награды
- Орден Трудового Красного Знамени;
- медали СССР.